# Happy Television
Happy Television, kurz Happy, ist ein serbischsprachiger Privatsender der Invej Company mit Sitz in Belgrad. Die Station bietet eine Zusammenstellung von inländischen und internationalen Filmen, amerikanischen Sitcoms, Dramen, indischen Seifenopern und lateinamerikanischen Telenovelas, sowie lokal produzierten Talk- und Varieté-Shows und in letzter Zeit auch inländischen Sitcoms und Reality-Shows.
Die ARD-Tagesschau meldete im März 2023, zusammen mit TV Pink sei TV Happy für „prorussische Kriegspropaganda und ihre unprofessionelle und unethische Berichterstattung berüchtigt“.